# 저프루더 필름

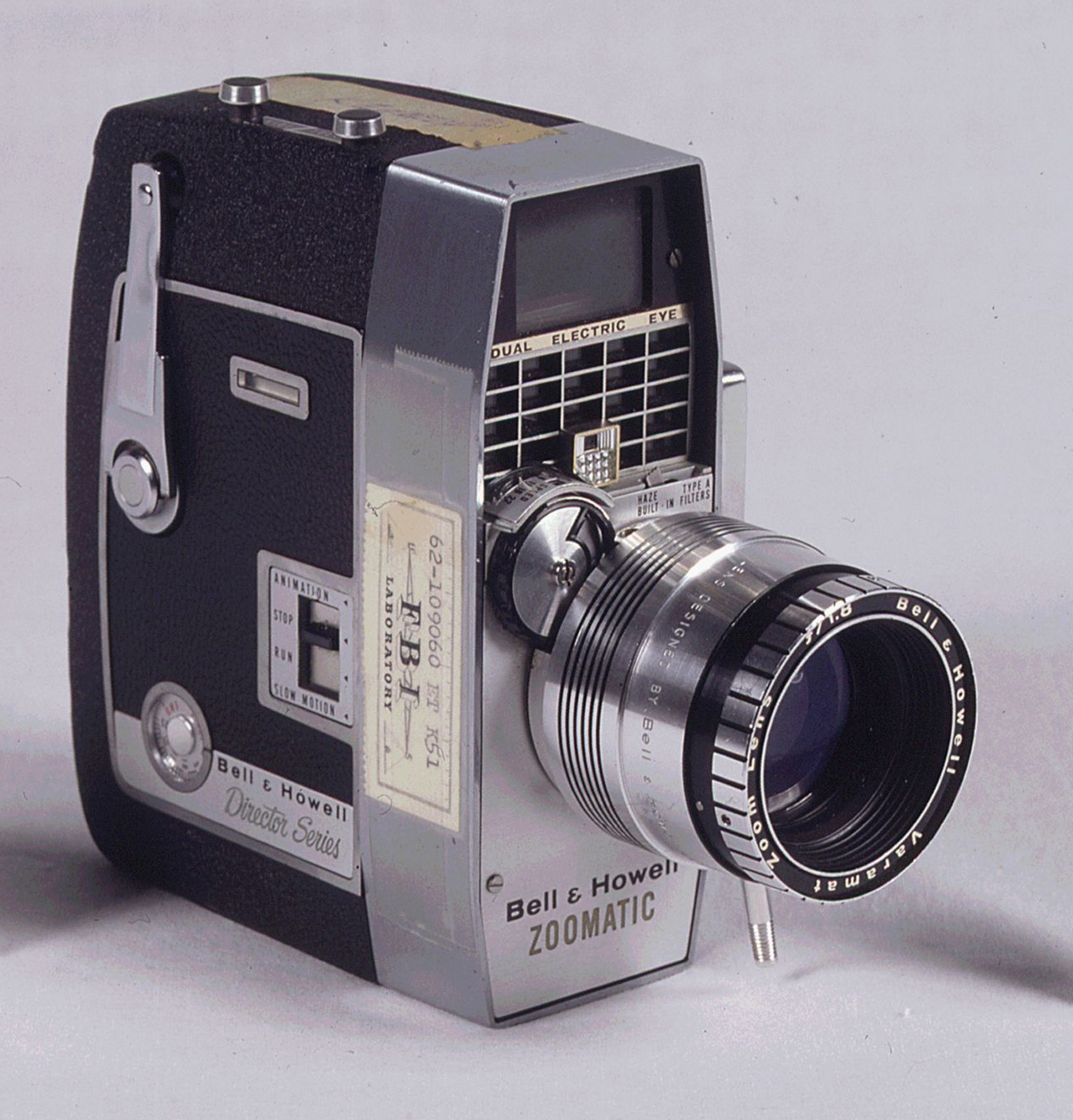
미국 국립문서보관소 소장품인 이 영화를 촬영하는 데 사용된 벨 & 하웰 줌매틱 무비 카메라

저프루더 필름(Zapruder film)은 1963년 11월 22일 미국 텍사스주 댈러스 딜리 플라자를 경유하는 미국 대통령 존 F. 케네디의 자동차 행렬로서 Bell & Howell 홈 무비 카메라로 에이브러햄 저프루더가 촬영한 무성의 8mm 색 영화 촬영본이다. 의도치 않게 대통령의 암살 장면이 포착되었다.
유일한 촬영 필름은 아니었으나 저프루더 필름은 가장 완전한 것으로 기술되며 대통령의 치명적인 두상이 선명하게 보일 정도였다. 워런 위원회 공청회 및 이후의 모든 암살 조사에서 중요한 부분이었으며 역사상 가장 연구가 많이 되는 필름 가운데 하나이다.